# Crella papillata
Crella papillata är en svampdjursart som först beskrevs av Claude Lévi 1958.  Crella papillata ingår i släktet Crella och familjen Crellidae. Inga underarter finns listade i Catalogue of Life.